# アレクサンドル・ゴルボフスキー
アレクサンドル・アルフレドヴィチ・ゴルボフスキー（Александр Альфредович Горбовский、1930年1月14日 - 2003年12月9日）は、当時のウクライナ社会主義ソビエト共和国キエフに生まれ、イギリスのロンドンで没した、ソビエト連邦出身の作家、東洋史学者、インド学者、通俗科学やSF、ファンタジーの著者。歴史科学博士（1959年）であり、ソビエト連邦作家同盟会員（1979年）であった。詩人エカテリーナ・ゴルボフスカヤの父。

## 経歴
1954年にモスクワ東洋学院を卒業。1959年に、「英領インドの植民地軍と軍事改革、1861年 - 1864年 (Англо-индийская колониальная армия и военная реформа 1861—1864 гг.)」により、M. V. ロモノーソフ・モスクワ国立総合大学群の東洋語大学から博士号を得た。その後、ソ連科学アカデミー東洋学研究所、国際労働運動研究所 (Институте международного рабочего движения)、ロシア科学アカデミー情報学研究所で研究に従事した。言語学や現代史の分野で多数の論文を発表し、ラビンドラナート・タゴールの著作をベンガル語から翻訳した。1980年代後半には、家族とともにイギリスへ移り住み、以降もロシアやその他の国々の出版社と協力し続けた。
通俗科学や科学的色彩の文学の本や記事を書いたほか、古代史や近代史の謎、科学革命や技術革命の社会的帰結、社会の知識化に伴う問題などについてのエッセイがあり、さらに、驚異譚愛好家の間で人気の高い超常現象や人間の心理について著作があり、『失われた文明 (Загадки древнейшей истории)』（1966年）、『Похищенные умы（盗まれた心）』（1969年）、『Год 2000 и далее（2000年を超えて）』（1978年）、『Без единого выстрела: Из истории российской военной разведки（一弾も撃たずに：ロシアの軍事諜報史から）』（ユリアン・セミョーノフとの共著、1983年）、『Закрытые страницы истории（歴史の閉ざされたページ）』（ユリアン・セミョーノフとの共著、1988年）、『Факты, догадки, гипотезы（事実、予想、仮説）』（1988年）、『Пророки и прозорливцы в своём Отечестве（祖国における預言者と予言者）』（1990年）、『異界：超常現象をみる (Иные миры)』（1991年）、『Тайная власть, незримая сила（神秘の力、見えない力）』（1991年）、『Колдуны, целители, пророки（魔術師、治療者、預言者）』（1993年）などがある。1964年には、『Он проснётся через двести лет（200年の眠りから覚める）』で、フィクション作品の書き手としてもデビューした。毎年刊行されるSFの作品集『Фантастика』や『НФ』、文芸・地理年鑑『На суше и на море』、さらに通俗科学のシリーズ『Знак вопроса』、雑誌『Вокруг света』、『Наука и жизнь』、『Знамя』、『アガニョーク (Огонёк)』、『Сибирь』、『Байкал』、新聞『Неделя』などにも寄稿した。また、著作は日本語、ウクライナ語、セルビア語、英語およびフランス語にも翻訳された。